# Khadripura, Mulbagal
Khadripura là một làng thuộc tehsil Mulbagal, huyện Kolar, bang Karnataka, Ấn Độ.